# Пам'ятки історії Коростишівського району
У Коростишівському районі Житомирської області на обліку перебуває 106 пам'яток історії.
| №п/п | Охоронний номер | Найменування пам'ятки | Адреса                                                                 | Рік                    | Автор             | № рішення про взяття на державний облік | Фото |
| ---- | --------------- | --- | ---------------------------------------------------------------------- | ---------------------- | ----------------- | --------------------------------------- | ---- |
| 1    | 1619            | Братська могила радянських воїнів. Поховано 92 чоловіка                                                                          | М. Коростишів, вул. Гелевея, 151, в районі льонозаводу                 | 1951                   | —                 | № 388 від 06.09.1976 р.                 |      |
| 2    | 626             | Група братських (12) та індивідуальних (8) могил періоду громадянської та ВВВ                                                    | М. Коростишів, вул. Дарбіняна, 3, в парку                              | 1935 1947              | —                 | № 442 від 29.09.1969 р.                 |      |
| 3    | 626 (1)         | Могила Дарбіняна Л. Х. — Героя Радянського Союзу                                                                                 | М. Коростишів, вул. Дарбіняна, 3, в парку                              | 1952                   | —                 | № 442 від 29.09.1969 р.                 |      |
| 4    | 626 (2)         | Могила Гелевея К. В. — учасника громадянської війни                                                                              | М. Коростишів, вул. Дарбіняна, 3, в парку                              | 1957                   | —                 | № 442 від 29.09.1969 р.                 |      |
| 5    | 626 (3)         | Могила Назаренка І. Г. — голови ревкому                                                                                          | М. Коростишів, вул. Дарбіняна, 3, в парку                              |                        | —                 | № 442 від 29.09.1969 р.                 |      |
| 6    | 626 (4)         | Братська могила радянських воїнів. Поховано 47 чоловік                                                                           | М. Коростишів, вул. Дарбіняна, 3, в парку                              | 1956                   | —                 | № 442 від 29.09.1969 р.                 |      |
| 7    | 626 (5)         | Братська могила радянських воїнів. Поховано 108 чоловік                                                                          | М. Коростишів, вул. Дарбіняна, 3, в парку                              | 1951                   | —                 | № 442 від 29.09.1969 р.                 |      |
| 8    | 626 (6)         | Братська могила жертв фашизму. Кількість похованих невідома                                                                      | М. Коростишів, вул. Дарбіняна, 3, в парку                              | 1960                   | —                 | № 390 від 08.10.1992 р.                 |      |
| 9    | 626 (7)         | Братська могила радянських воїнів. Кількість похованих невідома                                                                  | М. Коростишів, вул. Дарбіняна, 3, в парку                              | 1961                   | —                 | № 390 від 08.10.1992 р.                 |      |
| 10   | 626(8)          | Братська могила радянських воїнів. Кількість похованих невідома                                                                  | М. Коростишів, вул. Дарбіняна, 3, в парку                              | 1965                   | —                 | № 390 від 08.10.1992 р.                 |      |
| 11   | 626 (9)         | Братська могила радянських воїнів. Кількість похованих невідома                                                                  | М. Коростишів, вул. Дарбіняна, 3, в парку                              | 1965                   | —                 | № 390 від 08.10.1992 р.                 |      |
| 12   | 626 (10)        | Братська могила радянських воїнів. Кількість похованих невідома                                                                  | М. Коростишів, вул. Дарбіняна, 3, в парку                              | 1965                   | —                 | № 390 від 08.10.1992 р.                 |      |
| 13   | 626 (11)        | Братська могила шахтарів. Кількість похованих невідома                                                                           | М. Коростишів, вул. Дарбіняна, 3, в парку                              | 1948                   | —                 | № 390 від 08.10.1992 р.                 |      |
| 14   | 626 (12)        | Могила Вовченка С. М. — підпільника                                                                                              | М. Коростишів, вул. Дарбіняна, 3, в парку                              | 1956                   | —                 | № 390 від 08.10.1992 р.                 |      |
| 15   | 626 (13)        | Могила Гелевея Ф. В. — партизана                                                                                                 | М. Коростишів, вул. Дарбіняна, 3, в парку                              | 1956                   | —                 | № 390 від 08.10.1992 р.                 |      |
| 16   | 626 (14)        | Могила Зарицького Л. Ю. — партизана                                                                                              | М. Коростишів, вул. Дарбіняна, 3 в парку                               | 1975                   | —                 | № 390 від 08.10.1992 р.                 |      |
| 17   | 626 (15)        | Могила Гусакова І. — учасника громадянської війни                                                                                | М. Коростишів, вул. Дарбіняна, 3, в парку                              | 1922                   | —                 | № 390 від 08.10.1992 р.                 |      |
| 18   | 626 (16)        | Могила Коваленка М. П. — керівника підпільної організації                                                                        | М. Коростишів, вул. Дарбіняна, 3, в парку                              | 1965                   | —                 | № 390 від 08.10.1992 р.                 |      |
| 19   | 626 (17)        | Могила Мамченка Ф. В. — підпільника                                                                                              | М. Коростишів, вул. Дарбіняна, 3, в парку                              | 1968                   | —                 | № 390 від 08.10.1992 р.                 |      |
| 20   | 626 (18)        | Могила Неділька І. Є. — підпільника                                                                                              | М. Коростишів, вул. Дарбіняна, 3, в парку                              | 1987                   | —                 | № 390 від 08.10.1992 р.                 |      |
| 21   | 626 (19)        | Братська могила жертв фашизму. Кількість похованих невідома                                                                      | М. Коростишів, вул. Дарбіняна, 3, в парку                              | 1975                   | —                 | № 390 від 08.10.1992 р.                 |      |
| 22   | 626 (20)        | Могила Хомякова А. І. — підпільника, вчителя                                                                                     | М. Коростишів, вул. Дарбіняна, 3, в парку                              | 1972                   | —                 | № 390 від 08.10.1992 р.                 |      |
| 23   | 626 (21)        | Могила Шимановського П. І. — комісара партизанського загону                                                                      | М. Коростишів, вул. Дарбіняна, 3, парку                                | 1987                   | —                 | № 390 від 08.10.1992 р.                 |      |
| 24   | 626 (22)        | Могила Шклярука М. В. — підпільника                                                                                              | М. Коростишів, вул. Дарбіняна, 3, в парку                              | 1987                   | —                 | № 390 від 08.10.1992 р.                 |      |
| 25   | 637             | Пам'ятник народу — переможцю | М. Коростишів, вул. Дарбіняна, 3, в парку                              | 1965                   | —                 | № 442 від 29.09.1969 р.                 |      |
| 26   | 2105            | Пам'ятник на честь 129-ї дивізії                                                                                                 | М. Коростишів, вул. Дарбіняна, 10                                      | 1974                   | —                 | № 559 від 26.12.1979 р.                 |      |
| 27   | 2106            | Могила Балакіна В. М. — Героя Радянського Союзу                                                                                  | М. Коростишів, вул. Леніна, 95 (на кладовищі)                          | 1966                   | —                 | № 559 від 26.12.1979 р.                 |      |
| 28   | 627             | Братська могила сім'ї партизана Цендрівського. Поховано 5 чоловік                                                                | М. Коростишів, вул. Леніна, 95 (на кладовищі)                          | 1948                   | —                 | № 442 від 29.09.1969 р.                 |      |
| 29   | 635             | Будинок, в якому під час ВВВ збирались підпільники                                                                               | М. Коростишів, вул Леніна, 76                                          | 1930 1982              | —                 | № 390 від 08.10.1992 р.                 |      |
| 30   | 2100            | Будинок, в якому навчався Васильченко С. В. — письменник                                                                         | М. Коростишів, вул. Леніна, 29                                         | 1969                   | —                 | № 559 від 26.12.1979 р.                 |      |
| 31   | 2495            | Будинок, в якому містився волревком, головою якого був Назаренко І. Г.                                                           | М. Коростишів, вул. Леніна, 20                                         | 1977                   | —                 | № 22 від 21.01.1983 р.                  |      |
| 32   | 2496            | Будинок, в якому навчався Сидоренко Б. С. — Герой Радянського Союзу                                                              | М. Коростишів, вул. Назаренка, 16 (СШ № 3)                             | 1967                   | —                 | № 22 від 21.01.1983                     |      |
| 33   | 625             | Братська могила радянських воїнів. Поховано 145 чоловік                                                                          | М. Коростишів, вул. Перемоги (біля будинку відпочинку «Тетерів»)       | 1951                   | —                 | № 442 від 29.09.1969 р.                 |      |
| 34   | 2497            | Пам'ятник комсомольцям, які загинули під час ВВВ                                                                                 | М. Коростишів, вул. Перемоги, 52                                       | 1979                   | Васильченко К. М. | № 22 від 21.01.1983 р.                  |      |
| 35   | 2101            | Пам'ятний знак на честь робітників фабрики, які загинули під час ВВВ                                                             | М. Коростишів, вул. Пролетарська, 21 (на прохідній паперової фабрики)  | 1965                   | —                 | № 559 від 26.12.1979 р.                 |      |
| 36   | 634             | Пам'ятник робітникам гранкар'єрів, які загинули під час ВВВ                                                                      | М. Коростишів, вул. Червоних партизан (біля контори гранзаводу)        | 1965                   | —                 | № 442 від 29.09.1969 р.                 |      |
| 37   | 2103            | Братська могила радянських воїнів. Поховано 5 чоловік                                                                            | М. Коростишів, вул. Червоних партизан, 29 (біля гранкар'єру)           | 1948                   | —                 | № 559 від 26.12.1979 р.                 |      |
| 38   | 2102            | Будинок, в якому працював Шелушков Г. І. — Герой Радянського Союзу                                                               | М. Коростишів, Червона площа, 13                                       | Початок 20 ст.         | —                 | № 559 від 26.12.1979 р.                 |      |
| 39   | 1618            | Пам'ятник вчителям та учням школи № 1, які загинули під час ВВВ                                                                  | М. Коростишів, вул. Шевченко (у дворі СШ № 1)                          | 1967                   | —                 | № 388 від 06.09.1976 р.                 |      |
| 40   | 2104            | Пам'ятник воїнам — визволителям                                                                                                  | М. Коростишів, східна околиця (на автотрасі Київ — Житомир)            | 1975                   | —                 | № 559 від 26.12.1979 р.                 |      |
| 41   | 590             | Пам'ятник воїнам-односельчанам                                                                                                   | С. Більківці, Більковецька с/р, в центрі села                          | 1964                   | —                 | № 442 від 29.09.1969 р.                 |      |
| 42   | 591             | Братська могила радянських воїнів, серед яких поховані Воронцов Н. А. і Базар Р. — Герої Радянського Союзу. Поховано 52 чоловіка | С. Більківці, Більковецька с/р, в центрі села                          | 1958                   | —                 | № 442 від 29.09.1969 р.                 |      |
| 43   | 1612            | Братська могила радянських воїнів. Поховано 9 чоловік                                                                            | С. Бобрик, Коростишівська міська рада, на кладовищі                    | 1968                   | —                 | № 442 від 29.09.1969 р.                 |      |
| 44   | 586             | Братська могила радянських воїнів. Поховано 12 чоловік                                                                           | С. Браженець, Квітнева с/р, на кладовищі                               | 1965                   | —                 | № 442 від 29.09.1969 р.                 |      |
| 45   | 1613            | Братська могила радянських воїнів. Поховано 2 чоловіка                                                                           | С. Великі Кошарища, Стрижівська с/р, на кладовищі                      | 1966                   | —                 | № 442 від 29.09.1969 р.                 |      |
| 46   | 596             | Братська могила радянських воїнів. Поховано 6 чоловік                                                                            | С. Віленька, Віленківська с/р, в центрі села                           | 1956                   | —                 | № 442 від 29.09.1969 р.                 |      |
| 47   | 593             | Братська молгила радянських воїнів. Поховано 52 чоловіка                                                                         | С. Вільня, Вільнянська с/р, в центрі села                              | 1956                   | —                 | № 442 від 29.09.1969 р.                 |      |
| 48   | 597             | Братська могила радянських воїнів. Кількість похованих невідома                                                                  | С. Вільнянка, Вільнянківська с/р, на кладовищі                         | 1958                   | —                 | № 442 від 29.09.1969 р.                 |      |
| 49   | 2109            | Братська могила жертв фашизму. Поховано 8 чоловік                                                                                | С. Горіхове, Шахворостівська с/р, в центрі села                        | 1958                   | —                 | № 559 від 26.12.1979 р.                 |      |
| 50   | 3106            | Пам'ятник спаленому селу | С. Горіхове, Шахворостівська с/р                                       | 1990                   | —                 | № 616 від 29.09.1999 р.                 |      |
| 51   | 601             | Братська могила радянських воїнів. Поховано 31 чоловіка                                                                          | С. Городське, Городська с/р с/р, біля клубу                            | 1964                   | —                 | № 442 від 29.09.1969 р.                 |      |
| 52   | 2095            | Місце, де загинула Матюшенко М. Т. — підпільниця                                                                                 | С. Городське, Городська с/р, біля клубу                                | 1975                   | —                 | № 559 від 26.12.1979 р.                 |      |
| 53   | 2096            | Могила Шевка Д. І. — учасника громадянської війни                                                                                | С. Гуменники, Гуменницька с/р, на подвір'ї школи                       | 1921                   | —                 | № 442 від 29.09.1969 р.                 |      |
| 54   | 602             | Братська могила радянських воїнів. Поховано 27 чоловік                                                                           | С. Гуменники, Гуменницька с/р, в центрі                                | 1951                   | —                 | № 442 від 29.09.1969 р.                 |      |
| 55   | 603             | Пам'ятник воїнам-односельчанам                                                                                                   | С. Гуменники, Гуменницька с/р, біля Будинку культури                   | 1965                   | —                 | № 442 від 29.09.1969 р.                 |      |
| 56   | 609             | Братська могила радянських воїнів та пам'ятник воїнам-односельчанам. Поховано 29 чоловік                                         | С. Здвижка, Здвижківська с/р, біля клубу                               | 1955 1990              | —                 | № 442 від 29.09.1969 р.                 |      |
| 57   | 613             | Братська могила радянських воїнів. Поховано 5 чоловік                                                                            | С. Кам'яний Брід, Кам'янобрідська с/р, в центрі села                   | 1950                   | —                 | № 442 від 29.09.1969 р.                 |      |
| 58   | 614             | Братська могила радянських воїнів. Поховано 80 чоловік                                                                           | С. Кам'яний Брід, Кам'янобрідська с/р, в центрі села                   | 1944                   | —                 | № 442 від 29.09.1969 р.                 |      |
| 59   | 615             | Пам'ятник воїнам-односельчанам                                                                                                   | С. Кам'яний Брід, Кам'янобрідська с/р, в центрі села                   | 1966                   | —                 | № 442 від 29.09.1969 р                  |      |
| 60   | 2098            | Могила Ляшенко Є. В. — партизанки                                                                                                | С. Кам'яний Брід, Кам'янобрідська с/р, на кладовищі                    | 1944                   | —                 | № 559 від 26.12.1979 р.                 |      |
| 61   | 2099            | Пам'ятник воїнам-односельчанам                                                                                                   | С. Кам'яний Брід, Кам'янобрідська с/р, в центрі села                   | 1955                   | —                 | № 559 від 26.12.1979 р.                 |      |
| 62   | 618             | Братська могила радянських воїнів. Поховано 18 чоловік                                                                           | С. Кашперівка, Старосілецька с/р, в центрі села                        | 1958                   | —                 | № 442 від 29.09.1969 р.                 |      |
| 63   | 619             | Братська могила радянських воїнів. Поховано 16 чоловік                                                                           | С. Квітневе, Квітнева с/р, біля клубу                                  | 1956                   | —                 | № 442 від 29.09.1969 р.                 |      |
| 64   | 638             | Братська могила радянських воїнів. Поховано 130 чоловік                                                                          | С. Кмитів, Стрижівська с/р, в центрі села                              | 1957                   | —                 | № 442 від 29.09.1969 р.                 |      |
| 65   | 620             | Братська могила радянських воїнів. Поховано 125 чоловік                                                                          | С. Козіївка, Козіївська с/р, в центрі села                             | 1955                   | —                 | № 442 від 29.09.1969 р.                 |      |
| 66   | 621             | Будинок, в якому проходили наради партизан на чолі з Бубоном І. Я.                                                               | С. Козіївка, Козіївська с/р, вул. Леніна, 5                            | Поч. 20 століття, 1980 | —                 | № 390 від 08.10.1992 р.                 |      |
| 67   | 639             | Братська могила радянських воїнів. Поховано 17 чоловік                                                                           | С. Красилівка, Квітнева с/р, біля клубу                                | 1958                   | —                 | № 442 від 29.09.1969 р.                 |      |
| 68   | 641             | Братська могила радянських воїнів. Поховано 35 чоловік                                                                           | С. Кропивня, Кропивнянська с/р, біля школи                             | 1958                   | —                 | № 442 від 29.09.1969 р.                 |      |
| 69   | 2107            | Пам'ятник воїнам-односельчанам                                                                                                   | С. Кропивня, Кропивнянська с/р, в центрі села                          | 1975                   | —                 | № 559 від 26.123.1979 р.                |      |
| 70   | 2108            | Братська могила жертв фашизму. Поховано 9 чоловік                                                                                | С. Машина, Шахворостівська с/р, в центрі села                          | 1953                   | —                 | № 559 від 26.12.1979 р.                 |      |
| 71   | 629             | Будинок, в якому проходили наради підпільної групи Зінчука О. А.                                                                 | С. Минійки, Минійківська с/р, вул. Левади                              | 30-ті роки 20 ст. 1980 | —                 | № 390 від 08.10.1992 р.                 |      |
| 72   | 648             | Пам'ятник воїнам-односельчанам                                                                                                   | С. Минійки, Минійківська с/р, в центрі                                 | 1966                   | —                 | № 442 від 29.09.1969 р.                 |      |
| 73   | 653             | Братська могила радянських воїнів. Поховано 16 чоловік                                                                           | С. Осиковий Копець, Шахворостівська с/р, біля школи                    |                        | —                 | № 442 від 29.09.1969 р.                 |      |
| 74   | 657             | Братська могила радянських воїнів. Поховано 27 чоловік                                                                           | С. Пробудіївка, Щиглівська с/р, в центрі села                          | 1958                   | —                 | № 442 від 29.09.1969 р.                 |      |
| 75   | 659             | Братська могила радянських воїнів. Поховано 8 чоловік                                                                            | С. Радівка, Вільнянківська с/р, на кладовищі                           | 1956                   | —                 | № 442 від 29.09.1969 р.                 |      |
| 76   | 2110            | Пам'ятник воїнам-односельчанам                                                                                                   | С. Розкидайлівка, Харитонівська с/р, східна околиця села               | 1976                   | —                 | № 559 від 26.12.1979 р.                 |      |
| 77   | 660             | Братська могила жертв фашизму. Поховано 70 чоловік                                                                               | С. Рудня, Харитонівська с/р, в центрі села                             | 1955                   | —                 | № 442 від 29.09.1969 р.                 |      |
| 78   | 661             | Братська могила радянських воїнів. Поховано 134 чоловіка                                                                         | С. Садове, Садівська с/р, на кладовищі                                 | 1958                   | —                 | № 442 від 29.09.1969 р.                 |      |
| 79   | 662             | Могила Митькіна Б. В. — Героя Радянського Союзу                                                                                  | С. Садове, Садівська с/р, в центрі села                                | 1965                   | —                 | № 442 від 29.09.1969 р.                 |      |
| 80   | 630             | Будинок, в якому проходили наради підпільників на чолі з Музикою М. О.                                                           | С. Слобідка, Слобідська с/р, в приміщенні школи                        | 1980                   | —                 | № 390 від 08.10.1992 р.                 |      |
| 81   | 664             | Пам'ятник воїнам-односельчанам                                                                                                   | С. Слобідка, Слобідська с/р, в центрі села                             | 1965                   | —                 | № 442 від 29.09.1969 р.                 |      |
| 82   | 665             | Братська могила радянських воїнів. Поховано 65 чоловік                                                                           | С. Слобідка, Слобідська с/р, в центрі села                             | 1950                   | —                 | № 442 від 29.09.1969 р.                 |      |
| 83   | 2116            | Місце, де було взято камінь для будівництва мавзолею В. І. Леніна                                                                | С. Слобідка, Слобідська с/р, південно-східна околиця                   | 1970                   | —                 |                                         |      |
| 84   | 592             | Братська могила радянських воїнів. Кількість похованих невідома                                                                  | С. Смолівка, Харитонівська с/р, на кладовищі                           | 1984                   | —                 | № 390 від 08.10.1992 р.                 |      |
| 85   | 600             | Братська могила партизанської сім'ї Канарського А. Я.                                                                            | С. Смолівка, Харитонівська с/р, на кладовищі                           | 1986                   | —                 | № 390 від 08.10.1992 р.                 |      |
| 86   | 666             | Братська могила радянських воїнів. Поховано 24 чоловіка                                                                          | С. Смолівка, Харитонівська с/р, північна околиця                       | 1958                   | —                 | № 442 від 29.09.1969 р.                 |      |
| 87   | 631             | Приміщення школи, де навчалась Мирончук Л. Л. — партизанка                                                                       | С. Старосільці, Старосілецька с/р                                      | 1978                   | —                 | № 390 від 08.10.1992 р.                 |      |
| 88   | 675             | Братська могила радянських воїнів. Поховано 26 чоловік                                                                           | С. Старосільці, Старосілецька с/р, в центрі села                       | 1958                   | —                 | № 442 від 29.09.1969 р.                 |      |
| 89   | 674             | Братська могила радянських воїнів та пам'ятник воїнам-односельчанам. Поховано 142 чоловіка                                       | С. Стрижівка, Стрижівська с/р, в центрі села                           | 1956 1990              | —                 | № 442 від 29.09.1969 р.                 |      |
| 90   | 2115            | Братська могила жертв фашизму. Поховано 18 чоловік                                                                               | С. Струцівка, Щигліївська с/р, західна околиця села                    | 1959                   | —                 | № 559 від 26.12.1979 р.                 |      |
| 91   | 669             | Могила радянського воїна | С. Студениця, Студеницька с/р, на кладовищі                            | 1985                   | —                 | № 442 від 29.09.1969 р.                 |      |
| 92   | 676             | Братська могила радянських воїнів. Поховано 244 чоловіка                                                                         | С. Студениця, Студеницька с/р, в центрі села                           | 1950                   | —                 | № 442 від 29.09.1969 р.                 |      |
| 93   | 1620            | Пам'ятник воїнам-односельчанам                                                                                                   | С. Студениця, Студеницька с/р, в центрі села                           | 1969                   | —                 | № 442 від 29.09.1969 р.                 |      |
| 94   | 677             | Братська могила радянських воїнів. Поховано 127 чоловік                                                                          | С. Студениця, Студеницька с/р, східна околиця (в сосновому лісі)       | 1959                   | —                 | № 442 від 29.09.1969 р.                 |      |
| 95   | 678             | Братська могила радянських воїнів. Поховано 26 чоловік                                                                           | С. Теснівка, Коростишівська міська Рада, на кладовищі                  | 1967                   | —                 | № 442 від 29.09.1969 р.                 |      |
| 96   | 2117            | Пам'ятник воїнам-односельчанам                                                                                                   | С. Теснівка, Коростишівська міська Рада, на кладовищі                  | 1975                   | —                 | № 559 від 26.12.1979 р.                 |      |
| 97   | 679             | Братська могила радянських воїнів. Поховано 10 чоловік                                                                           | С. Торчин, Торчинська с/р, в центрі села                               | 1958                   | —                 | № 442 від 29.09.1969 р.                 |      |
| 98   | 680             | Група (3) братських могил радянських воїнів. Поховано 56 чоловік                                                                 | С. Торчин, Торчинська с/р, на кладовищі                                | 1952                   | —                 | № 442 від 29.09.1969 р.                 |      |
| 99   | 2118            | Пам'ятник воїнам-односельчанам                                                                                                   | С. Торчин, Торчинська с/р, біля сільради                               | 1961                   | —                 | № 559 від 26.12.1979 р.                 |      |
| 100  | 681             | Братська могила радянських воїнів. Поховано 17 чоловік                                                                           | С. Травневе, Садівська с/р, біля школи                                 | 1953                   | —                 | № 442 від 29.09.1969 р.                 |      |
| 101  | 628             | Будинок, в якому проходили засідання підпільної групи на чолі з Піровим Ф.                                                       | С. Травневе, Садівська с/р                                             | 1980                   | —                 | № 390 від 08.10.1992 р.                 |      |
| 102  | 2119            | Пам'ятник воїнам-односельчанам                                                                                                   | С. Трикопці, Шахворостівська с/р, біля клубу                           | 1976                   | —                 | № 559 від 26.12.1979 р.                 |      |
| 103  | 682             | Братська могила радянських воїнів та пам'ятник воїнам-односельчанам. Поховано 99 чоловік                                         | С. Харитонівка, Харитонівська с/р, в центрі села                       | 1958 1975              | —                 | № 442 від 29.09.1969 р.                 |      |
| 104  | 684             | Братська могила радянських воїнів. Поховано 73 чоловіка                                                                          | С. Царівка, Квітнева с/р, біля клубу (12—15 м на півд.-схід від клубу) | 1965                   | —                 | № 442 від 29.09.1969 р.                 |      |
| 105  | 687             | Братська могила радянських воїнів та пам'ятник воїнам-односельчанам. Поховано 19 чоловік                                         | С. Шахворостівка, Шахворостівська с/р, північна околиця села           | 1957 1990              | —                 | № 442 від 29.09.1969 р.                 |      |
| 106  | 643             | Пам'ятник партизанам та підпільникам Житомирщини                                                                                 | Автотраса Київ — Житомир, 104-й км                                     | 1967                   | —                 | № 442 від 29.09.1969 р.                 |      |
|      |                 | |                                                                        |                        |                   |                                         |      |